# Южноафриканские домовые змеи
Южноафриканские домовые змеи (лат. Lamprophis) — род змей из семейства Lamprophiidae, обитающий в Африке.

## Описание
Общая длина представителей этого рода колеблется от 45 см до 1,5 м. Наблюдается половой диморфизм — самки крупнее самцов. Голова узкая с округлыми глазами умеренного размера, туловище удлинённое, стройное или толстое с гладкой чешуёй. По середине туловища проходит 19—25 полос чешуи. Окраска оливковая, зелёная, красноватая, сероватая с яркой полосой вдоль позвоночника или по бокам. Брюхо может иметь одинаковую окраску со спиной или быть кремовым или белым.

## Образ жизни
Населяют луга, кустарники, сельскохозяйственные угодья, усадьбы, человеческое жильё — отсюда и происходит их название. Активны ночью. Питаются ящерицами, птицами, грызунами, мелкими змеями.

## Размножение
Это яйцекладущие змеи. Самки откладывают от 8 до 12 яиц. Через 2 месяца появляются молодые змеи длиной 20 см.

## Распространение
Являются эндемиками Африки, живут к югу от пустыни Сахары. 

## Классификация
На июль 2018 года в род включают 7 видов:
- Lamprophis abyssinicus Mocquard, 1906
- Lamprophis aurora (Linnaeus, 1758) — Домовая змея-аврора
- Lamprophis erlangeri (Sternfeld, 1908) — Южноафриканская домовая змея Вернера
- Lamprophis fiskii Boulenger, 1887 — Южноафриканская домовая змея Фиска
- Lamprophis fuscus Boulenger, 1893 — Бурая домовая змея, или желтогубая домовая змея
- Lamprophis geometricus (Schlegel, 1837) — Геометрическая домовая змея
- Lamprophis guttatus (Smith, 1843)

## Галерея

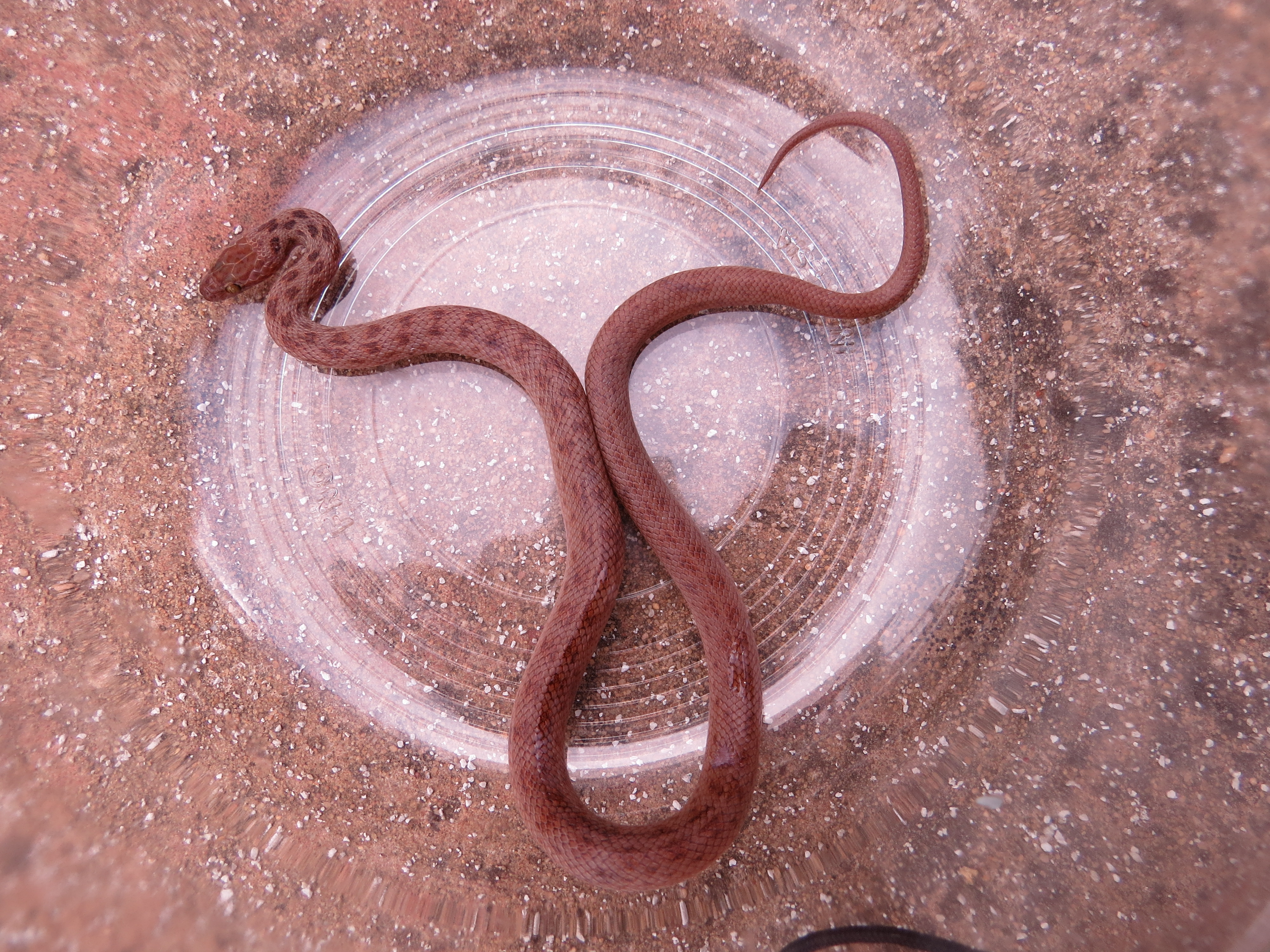
Lamprophis guttatus
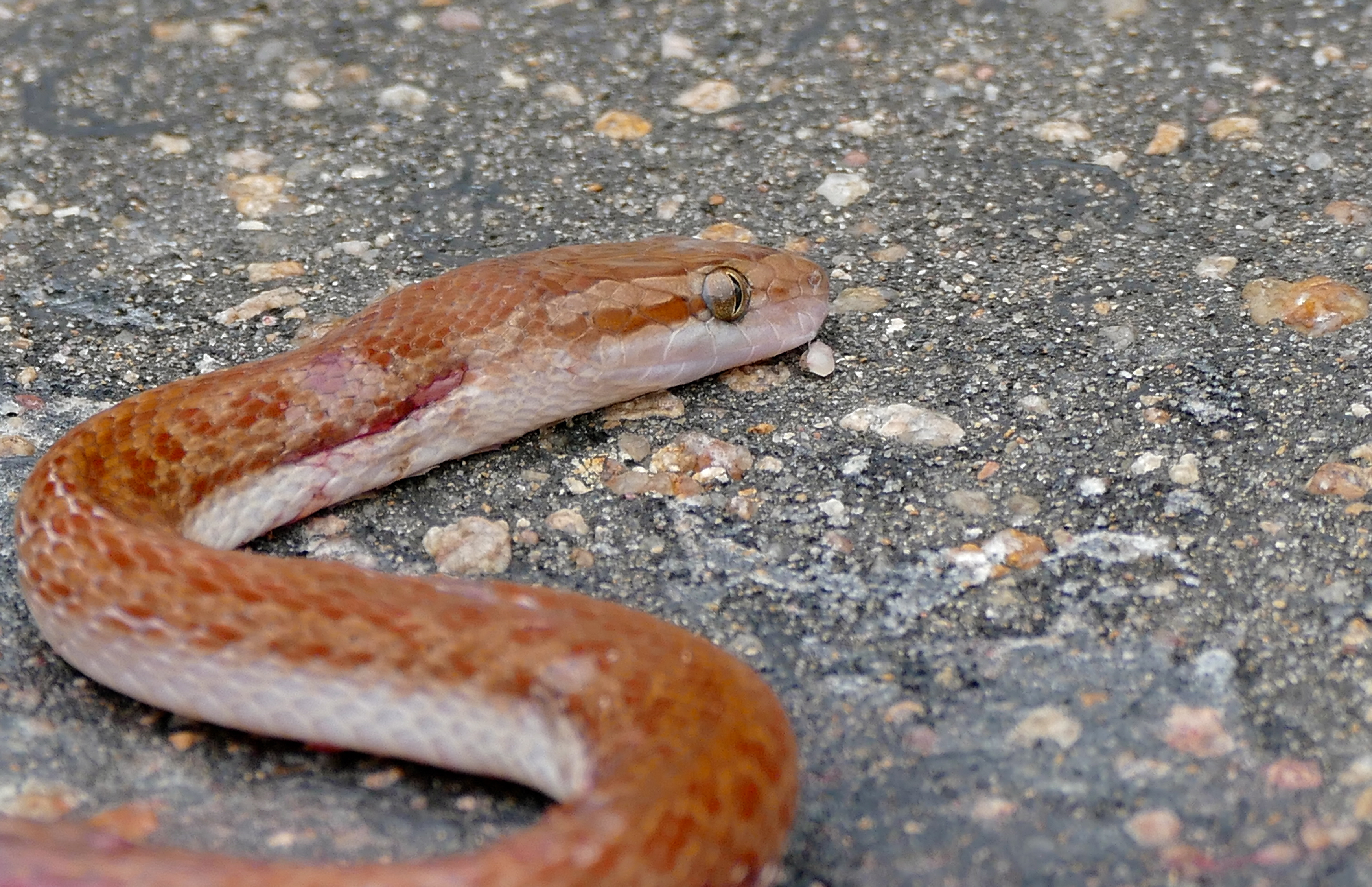
Lamprophis capensis
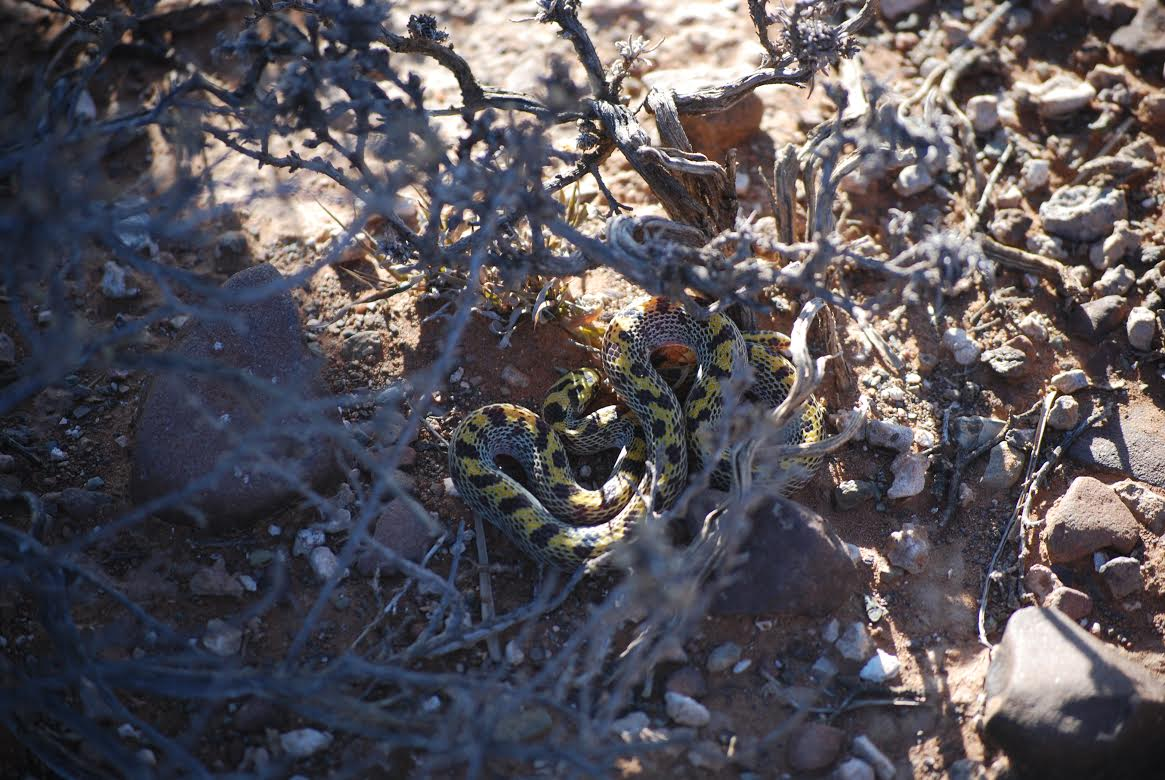
Lamprophis fiskii